# Traquibasalto

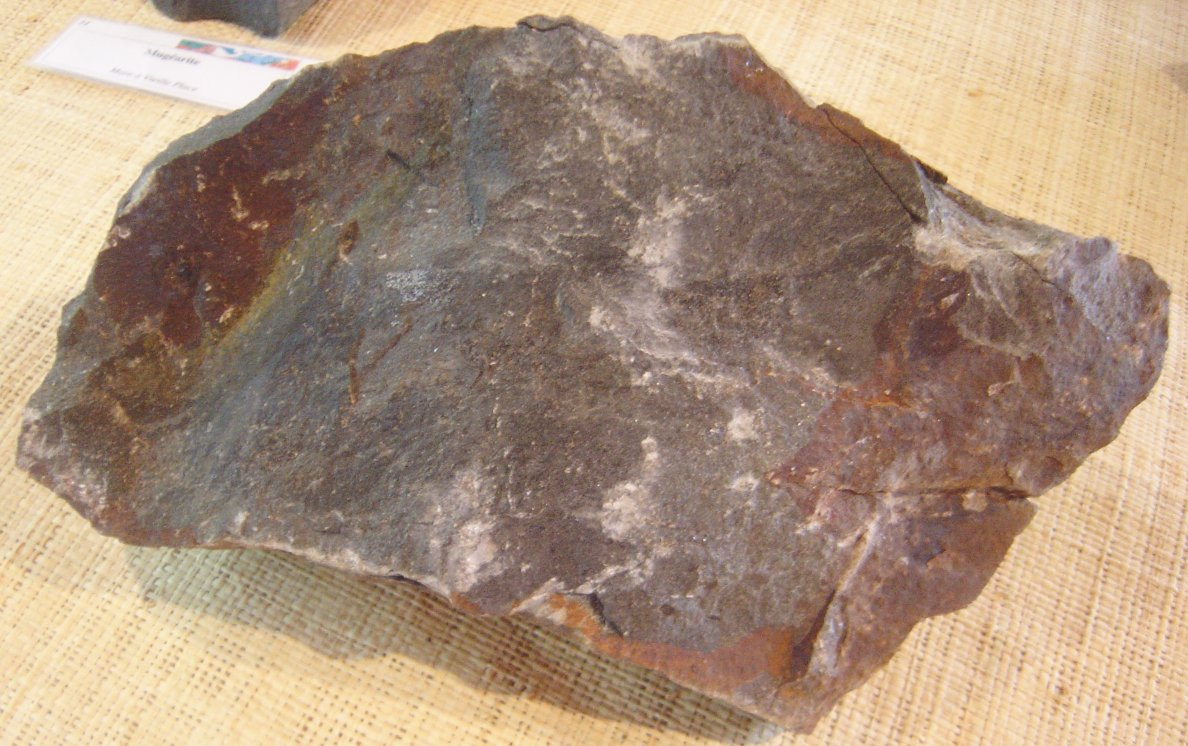
Um traquibasalto (hawaiite).

Traquibasalto é uma rocha vulcânica (extrusiva) máfica, de cor cinzento claro a cinzento, textura afanítica (grão médio <0.25 mm) e composição intermédia entre o basalto e o traquito, caracterizada pela presença simultânea de plagioclases cálcicas e de feldspatos alcalinos. Em geral estas rochas são ricas em clinopiroxenas e olivina, podendo conter pequenas quantidades de analcime ou leucite. O teor em SiO2 varia em geral entre 45 a 52% (ponderal), o de MgO ronda os 10% (ponderal) e o de  Na2O+K2O varia de 5 a 7.5% (ponderal).
Os traquibasaltos apresentam uma gradação que vai desde rochas muitos próximas dos basaltos, apenas se distinguindo destes por ser mais alcalino, até rochas muito semelhantes aos traquitos. As duas formas reconhecidas são:
- Hawaiite – traquibasaltos caracterizados por uma rácio relativamente baixa ente os teores de K2O e Na2O;
- Absarokite – traquibasaltos caracterizados por uma rácio elevada ente os teores de K2O e Na2O.